# Рятівне коло

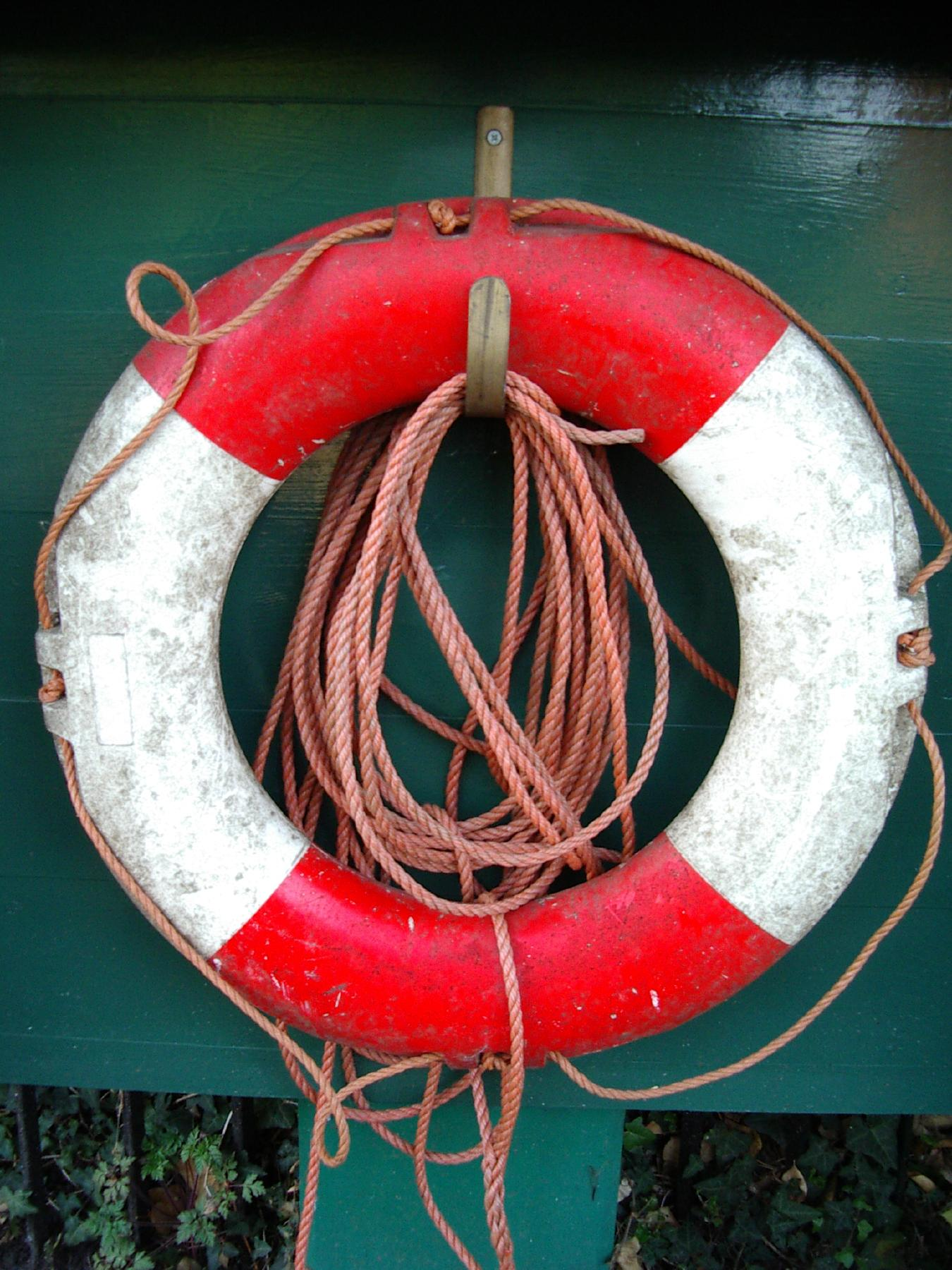
Рятівний круг

Рятува́льний круг, рятувальне коло, рятівний круг — рятувальний засіб, що запобігає утопленню людини у воді. Виготовляють із корка та більш сучасних матеріалів, як-от пінопласт, пінополіуретан із захисним покриттям. Має форму бублика або підкови, яскравого кольору, деякі сучасні рятівні круги забезпечені світловими маячками для кращої помітності вночі. Із зовнішнього боку круга закріплений канат.
Рятівне (рятувальне) коло (рятувальний (рятівний) круг) — кільцеподібний засіб (у формі колеса або підкови) для підтримання людини на поверхні води або те, що служить засобом спасіння, допомагає позбавитись від труднощів, неприємностей і т. ін.